# Jayanthi Kuru-Utumpala
Jayanthi Kuru-Utumpala (Colombo, 3 settembre 1979) è un'alpinista e attivista singalese per i diritti delle donne, femminista, la prima donna dello Sri Lanka ad aver raggiunto la vetta del monte Everest.

## Biografia
Si è laureata in Letteratura inglese presso la Miranda House dell'Università di Delhi nel 2000. Era un college femminile dove, oltre alla letteratura, nel primo anno si imparava la storia e la sociologia nei diversi aspetti, tra i quali il femminismo. All'età di 23 anni, tornata in Sri Lanka in cerca di lavoro, prende contatto con l'associazione Women and Media Collective iniziando a lavorare per la loro rivista femminista che già conosceva dai tempi della scuola. Qui conosce il dottor Sepali Kottegoda, Kumudini Samuel e Sunila Abeysekera e attraverso il lavoro che l'associazione stava facendo impara nozioni legate al genere, alla sessualità, il modo di affrontare e di porre fine alle molestie sessuali. Ha conseguito un master in studi di genere presso l'Università del Sussex, nel Regno Unito. È stata nominata ambasciatrice di buona volontà per i diritti delle donne dal Ministero degli affari femminili dello Sri Lanka. 

### Spedizione
Il primato è stato compiuto alle ore 05:03 del 21 maggio 2016. Insieme a Johann Peries, ha formato la spedizione cingalese Sri Lankan Everest Expedition nel 2016. Peries ha raggiunto un'altezza di 8400 metri che è oltre il Campo IV (campo finale sulla salita del sud, sul Colle Sud).
La conquista della vetta da parte di Jayanthi Kuru-Utumpala rende lo Sri Lanka il quarto paese al mondo, in cui una donna è stata la prima persona a raggiungere la cima del Monte Everest. Gli altri paesi sono la Polonia, Sudafrica e Croazia.
La spedizione è stata sostenuta dalla società di alpinismo delle Guide Alpine Internazionali, che ha fornito loro supporto con guide, supporto con i sherpa, la logistica, i pasti e alloggio durante la spedizione. Kuru-Utumpala e Peries sono stati accompagnati dallo  sherpa nepalese Ang Karma (per Kuru-Utumpala) e Ang Pasang (per Peries).